# Síndrome de fatiga informativa
Es coneix com a síndrome de fatiga informativa o síndrome de fatiga per excés d'informació (information fatigue syndrome, IFS, per les seves sigles en anglès) a un quadre simptomàtic, no reconegut en els manuals mèdics, caracteritzat per fatiga i cansament producte de l'exposició, consum i maneig excessiu d'informació (sobreinformació) que desborda i esgota físicament i mental. Dos de cada tres metges atén cada any algun pacient preocupat per alguna notícia falsa o engany de salut.
El terme va ser proposat pel psicòleg britànic David Lewis, durant els anys noranta, en el seu informe titulat Dying for information? (Morint per la informació?). Lewis ho definia com el cansament provocat en haver de processar excessives quantitats de dades, que disminueix la capacitat per resoldre problemes i prendre decisions. Lewis ho relacionava amb la infobesitat.
La síndrome s'acompanya de manifestacions tals com mal de panxa, pèrdua de visió, problemes d'atenció i concentració, dificultat per a l'anàlisi i la presa de decisions, recerca constant de més informació, ansietat, estrès i trastorns del son. També pot alterar la capacitat de prendre decisions.
Experts especialistes en el son davant aquest síndrome recomanen posar-se horaris en l'ús de les xarxes socials i apagar el telèfon mòbil tres hores abans d'anar a dormir.